# Andigena
Andigena là một chi chim trong họ Ramphastidae.

## Hình ảnh

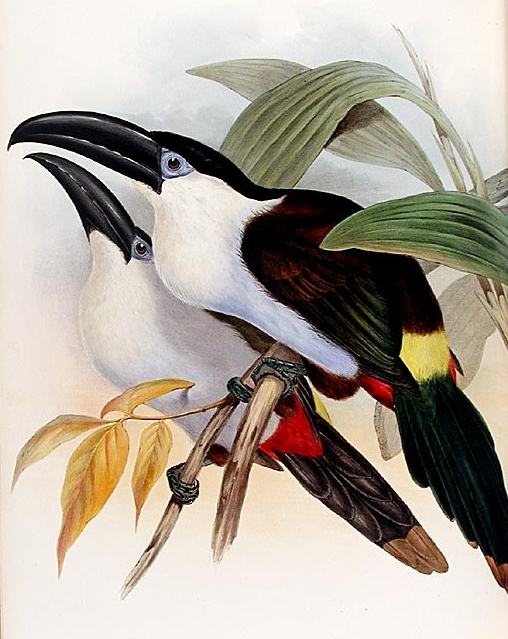
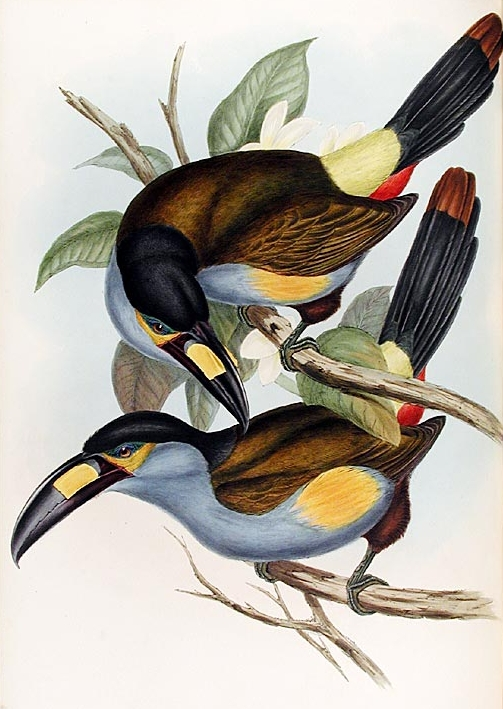

## Các loài
| Tên thông thường     | Tên khoa học và phân loài | Phân bố                                                        | Kích thước và môi trường sống         | Tình trạng bảo tồn và số lượng ước tính |
| -------------------- | --- | -------------------------------------------------------------- | ------------------------------------- | --------------------------------------- |
| Chim toucan ngực xám | Andigena hypoglauca (Gould, 1833) Hai phân loài - A. h. hypoglauca (Gould, 1833) - A. h. lateralis (Chapman, 1923)                                                     | Miền Nam Colombia, Ecuador và Peru                             | Kích thước: Môi trường sống: Thức ăn: | LC                                      |
| Chim Toucan mỏ đĩa   | Andigena laminirostris Gould, 1851 | Phía Tây Ecuador và vùng cực Nam Colombia                      | Kích thước: Môi trường sống: Thức ăn: | NT                                      |
| Chim Toucan mũ đen   | Andigena cucullata (Gould, 1846) | Từ Đông Nam Peru tới miền Trung Bolivia                        | Kích thước: Môi trường sống: Thức ăn: | LC                                      |
| Chim Toucan mỏ đen   | Andigena nigrirostris (Waterhouse, 1839) Ba phân loài - A. n. nigrirostris (Waterhouse, 1839) - A. n. occidentalis (Chapman, 1915) - A. n. spilorhynchus (Gould, 1858) | Phía Tây Venezuela, Colombia, Ecuador và vùng cực Bắc của Peru | Kích thước: Môi trường sống: Thức ăn: | LC                                      |